# Vader (familie)
Vader is de naam voor een man of mannelijk dier met een nageslacht. Het betreft hier dus een eerstegraads verwantschap.
In de meeste gevallen heeft de vader door middel van geslachtsgemeenschap het nageslacht zelf verwekt of is dit met behulp van KI of ivf met zijn sperma gedaan. In dat geval wordt ook wel gesproken van een biologische vader. Als een kind een andere biologische vader heeft dan degene die als de vader van het kind wordt gezien, wordt al naargelang de situatie gesproken van een adoptieve vader of adoptievader, pleegvader of stiefvader, meer in het algemeen van een juridische of wettelijke vader. Dit verklaart ook waarom de mannelijke directeur van een weeshuis vroeger vader genoemd moest worden.
Andere, veelal informele namen voor een vader zijn: papa, pap, paps, pappie, pa, heit (Fries), ta (Terschellings).
De relatie van een vader tot zijn kind(eren) wordt aangeduid met de term vaderschap.
Vaderdag is een speciale feestdag ter ere van het vaderschap, die één keer per jaar wordt gehouden.